# Neshyba Peak
Neshyba Peak är en bergstopp i Antarktis. Den ligger i Västantarktis. Argentina, Chile och Storbritannien gör anspråk på området. Toppen på Neshyba Peak är 2 008 meter över havet.
Terrängen runt Neshyba Peak är huvudsakligen lite kuperad. Trakten är obefolkad. Det finns inga samhällen i närheten.